# 格陵蘭航空
格陵蘭航空（英語：Air Greenland，A/S）是格陵蘭的載旗航空公司，總部位於首府努克，成立於1960年，最初名稱為Grønlandsfly，後於2002年改為現名，多數的航線為連結格陵蘭島上各城市的服務，亦有飛往丹麥本土哥本哈根的航班，此外也經營格陵蘭全島的包機、搜索、醫療運輸和救難服務。截至2013年12月，該公司共有648名員工。
格陵蘭航空的機隊由27架飛機組成，包括1架空中巴士A330-200客機，主要用於橫跨大西洋的航班或包機服務，以及8架固定翼飛機，另擁有18架直升機，因格陵蘭自治政府與格陵蘭航空簽訂相關協議，由格陵蘭航空負責運送居住在人口較稀少城鎮的居民，直升機也用於礦產探勘、搜救等需前往偏遠地區的任務。格陵蘭航空在2003年與美國空軍簽訂協議，開設往返圖勒空軍基地的航線，並同時負責美軍的包機服務，該協議於2008年續約，將雙方合作延長至2013年。
原已持有37.5％股份的格陵蘭自治政府於2019年自SAS集團及丹麥政府收購剩下的67.5％後，格陵蘭航空目前由格陵蘭政府全資持有。

## 歷史

### 1960年代
北欧航空和丹麥礦業公司伊维图特於1960年11月7日成立格陵蘭航空，最初名為「Grønlandsfly」，當時主要業務為協助伊維圖特的冰晶石開採，並負責運輸物資至冷戰時期美軍於格陵蘭設置的四座長程預警雷達線。1962年，格陵蘭航空改為由Greenland Provincial Council（今格陵蘭自治政府）和皇家格陵蘭貿易部（今KNI公司）共同經營的公營企業。
首批投入運輸物資的飛機為自加拿大租用的2架西科斯基 S-55直升機和1架德哈維蘭加拿大 DHC-3 水瀬。直至1961年發生墜機事故後，格陵蘭航空開始於島內航線使用PBY卡特琳娜水上飛機和德哈維蘭加拿大DHC-6飛機，其中1架PBY卡特琳娜水上飛機又於1962年墜毀。1965年，道格拉斯DC-4成為格陵蘭航空的第一架大型飛機，其次為西科斯基 S-61直升機，這些飛機不斷延用至2010年。
1998年導入第一台噴射機波音757-200。2002年公司名稱變更為「Air Greenland」。
哥本哈根航線到2003年為止運送了9萬5千人次。2003年接下了美國空軍運送到格陵蘭蘇里空軍基地的運輸業務，並從2004年2月開始運輸。

## 通航城市
格陵兰：
- 努克 努克機場（樞紐機場）
- 康埃卢苏阿克 康埃卢苏阿克机场（國際線樞紐機場）
- 伊盧利薩特 伊盧利薩特機場（英语：Ilulissat Airport）（重點機場）
- 阿西亚特 阿西亞特機場（英语：Aasiaat Airport）
- 帕米尤特 帕米尤特機場（英语：Paamiut Airport Airport）
- 卡納克 卡納克機場（英语：Qaanaaq Airport）
- 锡西米尤特 錫西米尤特機場（英语：Sisimiut Airport）
- 圖勒 圖勒空軍基地
- 瑪尼特索克（英语：Maniitsoq） 瑪尼特索克機場（英语：Maniitsoq Airport）
- 庫魯蘇克角（英语：Kulusuk） 庫魯蘇克角機場（英语：Kulusuk Airport）
- 纳萨尔苏瓦克 納薩爾蘇瓦克機場
- 卡修特（英语：Qaarsut） 卡修特機場（英语：Qaarsut Airport）
- 乌佩纳维克 烏佩納維克機場（英语：Upernavik Airport）
- 納諾塔利克 納諾塔利克直升機場（英语：Nanortalik Heliport）（直升機）
- 塔席拉克 塔席拉克直升機場（英语：Tasiilaq Heliport）（直升機）
- 乌马纳克 烏馬納克直升機場（英语：Uummannaq Heliport）（直升機）
- 亞雷特蘇貝·帕亞（英语：alluitsup paa） 亞雷特蘇貝·帕亞直升機場（英语：Alluitsup Paa Heliport）（直升機）
- 斯科斯比松 斯科斯比松直升機場（英语：Ittoqqortoormiit Heliport）（直升機）
- 納薩克 納薩克直升機場（英语：Narsaq Heliport）（直升機）
- 卡科尔托克 卡科爾托克直升機場（英语：Qaqortoq Heliport）（直升機）
- 卡西江吉特 卡西江吉特直升機場（英语：Qasigiannguit Heliport）（直升機，季節性）
- 凱凱塔蘇瓦克 凱凱塔蘇瓦克直升機場（英语：Qeqertarsuaq Heliport）（直升機，季節性）

 丹麦：
- 哥本哈根 哥本哈根凱斯楚普機場（重點機場）
- 奧爾堡 奧爾堡機場（英语：Aalborg Airport）（季節性）

 德国：
- 漢堡市 漢堡機場

 冰島：
- 雷克雅維克 凱夫拉維克國際機場（季節性）

## 機隊

### 定翼機隊

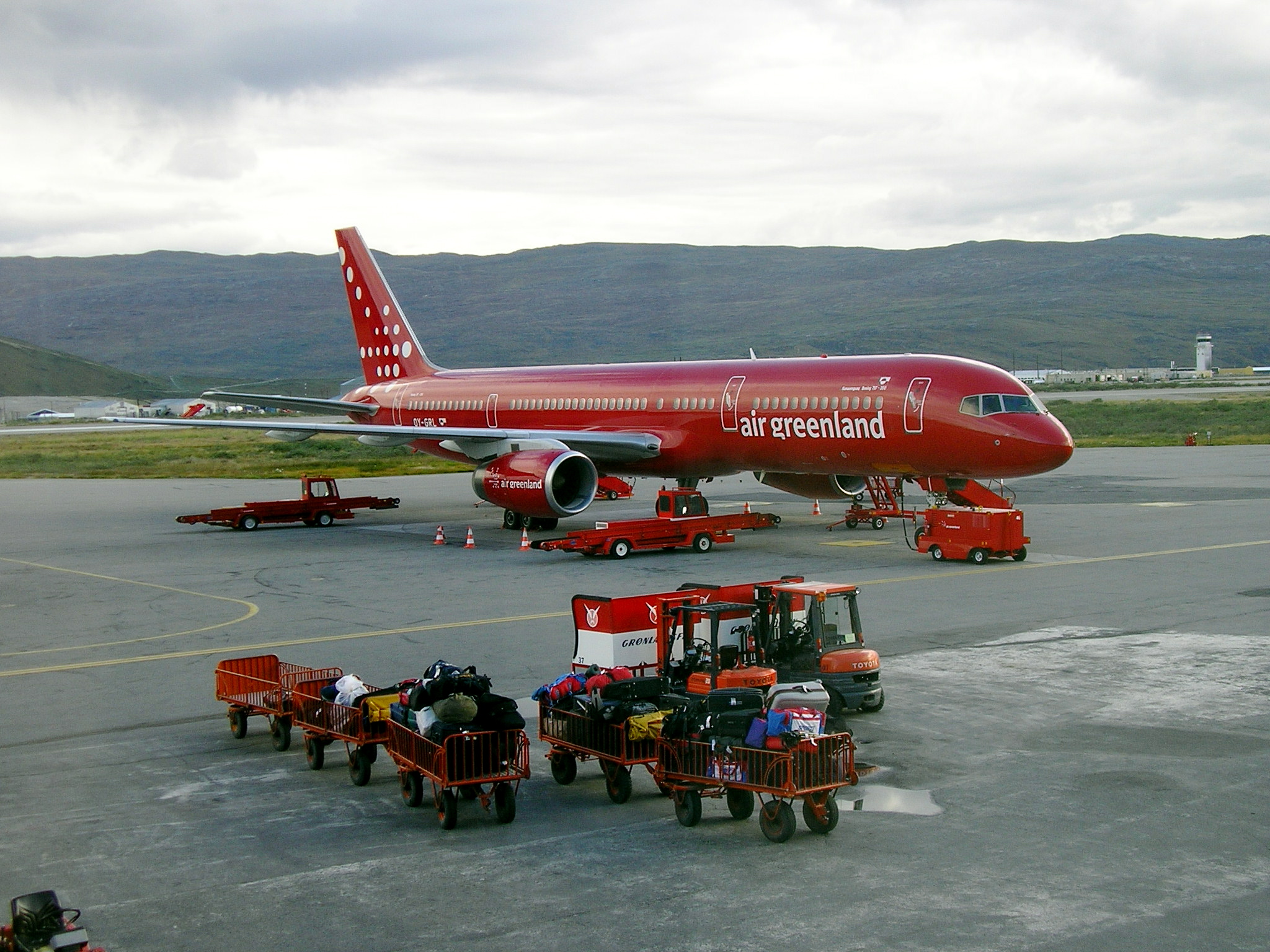
格陵蘭航空的波音757-236停泊在康埃卢苏阿克机场

截至2023年11月，格陵蘭航空的定翼機隊如下：

## 外部連結
- 格陵蘭航空 （格陵蘭文）（丹麦文）（英文）